# Lijst van Permanente Vertegenwoordigers van België bij de Verenigde Naties
De Permanente Vertegenwoordiging van België bij de Verenigde Naties of Permanente Vertegenwoordiger van België bij de Verenigde Naties is het voornaamste lid van de delegatie van België bij de Verenigde Naties in New York.

## Permanente Vertegenwoordigers
- 1945–1946: Paul-Henri Spaak
- 1946–1948: Fernand Dehousse
- 1951–1952: Fernand Dehousse
- 1955: Fernand Van Langenhove
- 1959–1965: Walter Loridan
- 1965–1969: Constant Schuurmans
- 1972–1973: Edouard Longerstaey
- 1974–1977: Patrick Nothomb
- 1978–1981: Andre Ernemann
- 1981–1988: Edmonde Dever
- 1994–1998: Alexis Reyn
- 1998–2001: André Adam[1]
- 2001–2004: Jean de Ruyt
- 2004–2008: Johan C. Verbeke[2]
- 2008–2012: Jan Grauls
- 2013–2016: Bénédicte Frankinet[3]
- 2016–2020: Marc Pecsteen de Buytswerve[4]
- 2020-heden: Philippe Kridelka

## Voetnoten
1. ↑  Bilefsky, Dan, "André Adam, Retired Diplomat and Brussels Victim", The New York Times, 26 maart 2016. Geraadpleegd op 10 oktober 2016.
2. ↑  CV Ambassador Johan Verbeke | Belgium in the United States. Gearchiveerd op 28 juni 2016. Geraadpleegd op 10 oktober 2016.
3. ↑  New Permanent Representative of Belgium Presents Credentials | Meetings Coverage and Press Releases. Geraadpleegd op 9 oktober 2016.
4. ↑  31 Heads of Belgian Diplomatic Missions assigned abroad | Federal Public Service Foreign Affairs. Gearchiveerd op 11 oktober 2016. Geraadpleegd op 10 oktober 2016.